# فورتوناتو آرنا
فورتوناتو آرنا (ایتالیایی: Fortunato Arena؛ ۳ مه ۱۹۲۲ – ۷ مارس ۱۹۹۴) بازیگر اهل ایتالیا بود.
از فیلم‌هایی که وی در آن نقش داشته‌است، می‌توان به شب‌های پرحرارت پوپیا، خوب، بد، زشت، برادر خورشید، خواهر ماه، هنوز ترینیتی هستم، به من میگن ترینیتی، مردی از شرق، چارلستون، اسکی مارپیچ، چه کسی دادستان را کشت و برای چه؟، پنج مرد جنگی، تئودورا، ملکه زرخرید، ساباتا، هرکول، سامسون و اولیس، سکوت بزرگ، حمله سری، اعترافات یک پلیس زن، مردان خشن و کارتاژ در شعله‌های آتش اشاره کرد.